# Chef de chantier
 (octobre 2016).
 (octobre 2016).
Si vous disposez d'ouvrages ou d'articles de référence ou si vous connaissez des sites web de qualité traitant du thème abordé ici, merci de compléter l'article en donnant les références utiles à sa vérifiabilité et en les liant à la section « Notes et références ».
Un chef de chantier est un agent de maîtrise qui travaille sur un chantier de travaux publics, de construction de bâtiment ou d'aménagements paysagers organise et suit la réalisation de tout ou d'une partie de ce chantier.
Il rassemble les informations nécessaires à sa gestion, gère et anime les équipes dont il a la responsabilité.
Il travaille toujours en étroite collaboration avec le conducteur de travaux de son chantier.

## Présentation
Selon la taille du chantier, le chef de chantier dirige tout ou une partie des travaux, il gère aussi et anime les équipes sous ses ordres. Ils peuvent donc être plusieurs sur un même chantier. Il supervise l'installation du chantier, la livraison et la réception des engins et des matériaux. Il seconde le conducteur de travaux dans le contrôle des approvisionnements et la gestion du personnel. Sur le chantier, c'est un peu le meneur d'homme. Il se doit donc d'être en bon rapport avec les chefs d'équipe et le conducteur de travaux dont il sert d'intermédiaire. Le chef de chantier forme avec le conducteur de travaux une équipe soudée.
Présent en permanence sur le chantier, le chef de chantier organise le travail à partir des plans qui lui ont été confiés et coordonne l'action des différents corps de métiers présents simultanément ou successivement sur le chantier. Il est responsable des délais d'exécution et définit les volumes d'heures et de main-d'œuvre nécessaires.
Le chef de chantier veille également à l'hygiène et au respect des règles de sécurité du travail particulièrement importantes dans le domaine des travaux publics.

## Salaire
Un chef de chantier débutant gagnera environ 1 720 euros bruts par mois et pourra rapidement évoluer s'il acquiert des compétences solides. C'est un métier très recherché par les entreprises. Un salarié sénior pourra atteindre un revenu de 4 500 euros bruts par mois.

## Les formations

### En France

#### Par le domaine du BTP
On peut devenir chef de chantier avec un bac professionnel ou un BTS Bâtiment/DUT génie civil et quelques années d'expérience. Les chefs de chantier peuvent par la suite devenir conducteurs de travaux.

#### Par le domaine des aménagements paysagers
Les titulaires d'un CAP jusqu'au BTSA aménagements paysagers peuvent, suivant leur expérience, devenir chef de chantier.